# Stephen Daldry
Stephen Daldry (Dorset, Anglaterra, 2 de maig de 1961) és un director, escenògraf i productor anglès.

## Biografia
És principalment conegut per haver dirigit Billy Elliot (2000), història d'un jove adolescent britànic apassionat de la dansa fins al punt d'esdevenir ballarí a la Gran Bretanya dels anys 1980 i Les hores, adaptació de la novel·la de Michael Cunningham, esbossant un retrat creuat de tres dones encarnades per Nicole Kidman, Julianne Moore i Meryl Streep.
Stephen Daldry ha permès a Nicole Kidman i Kate Winslet assolir l'Oscar a la millor actriu respectivament per als films Les hores i El lector.

## Vida personal
Tot i que Daldry ha estat casat del 2001 amb l'artista d'actuació i editora Lucy Sexton, amb qui té una filla, Annabel Clare (nascuda el 2003), es descriu senzillament com a gai perquè les persones el prefereixen ("no els agrada la confusió").
Anteriorment havia tingut una relació amb el dissenyador Ian MacNeil durant 13 anys. Es van conèixer en la producció exterior d' Alice in Wonderland a Lancaster (Lancashire) el 1988, i després van començar a col·laborar en produccions teatrals.

## Filmografia
Les seves pel·lícules més destacades són

### Llargmetratges
- 2000: Billy Elliot
- 2002: Les hores (The Hours)
- 2008: El lector (The Reader)
- 2011: Tan fort i tan a prop
- 2014: Trash

### Curts
- 1998: Eight
- 2003: Cinema16
- 2006: Fussballfieber

## Posada en escena
- 1992: An Inspector Calls
- 2005: Billy Elliot the Musical
- 2013: The Audience de Peter Morgan

## Productor
- 2001: The 'Billy Elliot' Boy, episodi de la sèrie Omnibus (coproductor) (TV)